# David Silverman (militant)
David Silverman (né le 13 août 1966) est un militant laïc américain.
David Silverman est entre autres connu pour avoir été président d'American Atheists, une organisation à but non lucratif soutenant les droits des athées et la suppression des expressions religieuses au sein du gouvernement, de 2010 à 2018. Son militantisme anti-Noël, du fait que Noël soit « un mythe », a souvent suscité la controverse,. Silverman est également le sujet du populaire mème Internet Are You Serious (face)?.

## Jeunesse
David Silverman est né dans une famille juive réformée de la classe moyenne à Marblehead dans le Massachusetts,,. Il est allé à l'école hébraïque dispensant une éducation juive et fait sa bar-mitzva à l'âge de 13 ans.
David Silverman a commencé à contester publiquement la religion au lycée et déclare souvent dans des interviews qu'il est devenu athée à l'âge de six ans. Bien qu'il n'ait jamais été mis à l'écart de ses proches à propos de son incrédulité, il a été forcé de faire sa bar-mitsva. Il appelle cela le « tournant de sa vie », moment où il a décidé de ne plus jamais mentir sur son athéisme,. Dix-sept ans plus tard, son père lui avoua qu'il était également athée.

## Carrière et activisme
David Silverman a obtenu un baccalauréat en informatique de l'université Brandeis et un MBA en marketing de l'université d'État de Pennsylvanie, ainsi qu'un certificat d'études supérieures en commerce international de l'université Seton Hall. Silverman est un ancien inventeur professionnel avec 74 brevets. Il rejette l'étiquette de « juif » et, dans un discours à Phoenix intitulé Je suis athée et donc vous l'êtes, il a exhorté le public juif séculier à suivre son exemple et à abandonner le terme « juif,. » David Silverman exprime l'opinion que le judaïsme n'est ni une culture, ni une race, ni une nationalité.

### American Atheists et l'Alliance athée internationale
David Silverman a travaillé avec l'organisation American Atheists dès 1996, et a occupé divers rôles, notamment directeur de l'État du New Jersey, directeur des communications et vice-président. Il a été élu président d'American Atheists le 16 septembre 2010, à la suite d'Ed Buckner,.
Au cours de son mandat en tant que directeur des communications et vice-président d'American Atheists, Silverman a fait plusieurs apparitions dans les médias, mais est devenu particulièrement visible depuis qu'il est devenu président. Une campagne de panneaux d'affichage de sensibilisation athée lancée en décembre 2010 a suscité la controverse et a accru la visibilité médiatique de l'organisation. À la suite de cette campagne, Silverman est apparu dans un certain nombre d'émissions de télévision depuis la fin de 2010, notamment The O'Reilly Factor le 4 janvier 2011.
C'est sous la direction de Silverman qu'American Atheists a cherché à bloquer la préservation d'une section de poutre transversale du squelette du World Trade Center qui ressemblait à une croix. Silverman a déclaré: « La croix du WTC est devenue une icône chrétienne. Il a été béni par les soi-disant saints hommes et présenté comme un rappel que leur Dieu, qui ne pouvait pas se donner la peine d'arrêter les [...] terroristes ou d'empêcher 3 000 personnes d'être tuées en son nom, ne se souciait que de ce qu'il nous accordait. Des gravats qui ressemblent à une croix... ».

### Apparitions dans les médias
David Silverman a assisté et pris la parole à la Convention nationale 2011 des American Atheists, à Des Moines dans l'Iowa. Au cours de son discours, il a annoncé des projets pour la Reason Rally. Le 24 mars 2012, le Reason Rally a eu lieu au National Mall à Washington et était le plus grand rassemblement athée de l'histoire du monde. Silverman était le créateur et le producteur exécutif de l'événement, et le président de la coalition Reason Rally, la coalition qu'il a fondée pour diriger le rassemblement.
Le 28 octobre 2011, Silverman et Dinesh D'Souza ont participé à un débat public sur la question de savoir si le christianisme était bénéfique pour l'Amérique.
Silverman est allé sur Hannity de Fox News pour discuter des panneaux d'affichage sur le thème de Noël que les athées américains ont mis en place à Times Square, à New York. Il a également donné une conférence au Cercle juif humaniste séculier à Tucson, en Arizona, détaillant le caractère incorrect de l'athéisme juif.
Le premier livre de Silverman, Fighting God: An Atheist Manifesto for a Religious World, a été publié le 1er décembre 2015.

### Panneaux d'affichage anti-Noël
Silverman a été le fer de lance de la campagne controversée contre Noël en plaçant des panneaux d'affichage de New York à San Francisco avec des slogans comme « Keep the Merry, Dump the Myth! » (« Gardez la joie, rejetez le mythe ») , « Vous savez que c'est un mythe. Cette saison, célébrez la raison » et « Cher père Noël, tout ce que je veux pour Noël, c'est ne pas aller à l'église ! »,,, Les panneaux publicitaires anti-Noël et les apparitions télévisées qui en découlent sont souvent suivis d'une croissance des abonnés et des dons.
David Silverman a également lancé des campagnes d'affichage antireligion dans la Bible Belt, exhortant les gens à ne pas aller à l'église,,,.

## Vie privée
David Silverman a un enfant qui a fréquenté l'école juive séculière Isaac Leib Peretz,.